# Gerardus Vrolik

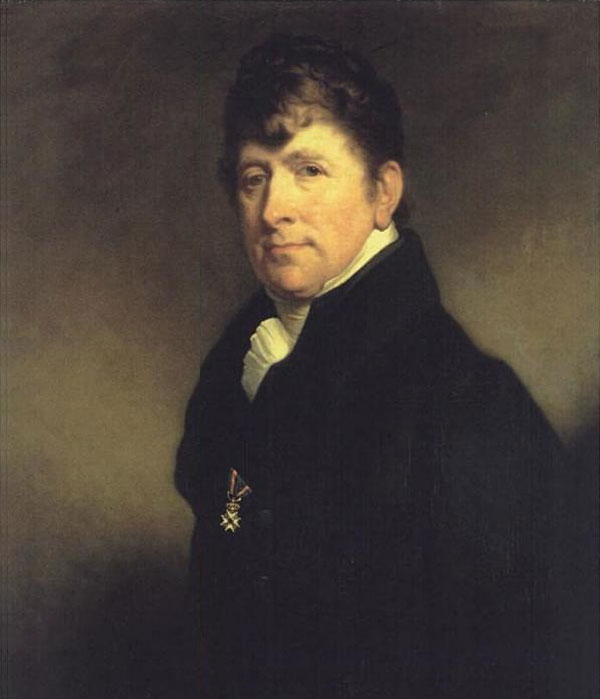
Gerardus Vrolik (1775–1859)

Gerardus Vrolik, auch Gerard Vrolik (* 25. April 1775 in Leiden; † 10. November 1859 in Amsterdam) war ein niederländischer Mediziner und Botaniker.  Sein botanisches Autorenkürzel lautet „Vrolik“.

## Leben
Gerardus Vrolik studierte an der Universität Leiden Medizin, promovierte 1796 mit seiner Dissertation Observationes de defoliatione vegetabilium, nec non De viribus plantarum, ex principiis botanicis dijudicandis und wirkte ab 1797 als Professor für Botanik am Athenaeum Illustre Amsterdam. In Amsterdam übernahm er in der Nachfolge von Andreas Bonn ab 1798 auch die Professur für Anatomie, Physiologie und Geburtshilfe, wobei in der Folge Hendrik Bosscha (1791–1829) 1820 die Vorlesungen in Anatomie und Physiologie, Christiaan Bernhard Tilanus (1796–1883) 1828 die Vorlesungen in praktischer Geburtshilfe und Willem Hendrik de Vriese 1834 die Vorlesungen in Botanik übernahmen.
Gerardus Vrolik gründete mit seiner Sammlung pathologisch-anatomischer Präparate das private anatomische Museum Museum Vrolik, wobei er den Schwerpunkt seiner Sammlungsobjekte auf auftretende Geburtsfehler legte.
Er war eines der sechs Mitglieder der Gezelschap der Hollandsche Scheikundigen, wurde 1802 Mitglied der Hollandsche Maatschappij der Wetenschappen, 1808 unter der Präsidentschaft des Philosophen Friedrich Heinrich Jacobi Mitglied der Bayerischen Akademie der Wissenschaften und am 28. November 1826 unter der Präsidentschaft des Mediziners Christian Gottfried Daniel Nees von Esenbeck mit dem akademischen Beinamen Walter unter der Matrikel-Nr. 1314 Mitglied der Kaiserlichen Leopoldino-Carolinischen Akademie der Naturforscher. Ab 1816 war er Mitglied der Académie royale des Sciences, des Lettres et des Beaux-Arts de Belgique. Am 26. Oktober 1851 wurde er in die Koninklijke Nederlandsche Akademie van Wetenschappen aufgenommen.
Der Anatom und Pathologe Willem Vrolik war sein Sohn.

## Schriften
- Dissertatio medico-botanica sistens Observationes de defoliatione vegetabilium, nec non De viribus plantarum, ex principiis botanicis dijudicandis. Honkoop, Lugduni Batavorum 1796 (Digitalisat)
- Catalogus plantarum medicinalium in Pharmocopoea Batava memoratarum. Holtrop, Amsterdam 1825 (archive.org)
- Catalogus plantarum medicinalium in Pharmocopoea Belgica memoratarum. Van Es, Amsterdam 1825 (archive.org)
- Beschouwing van het verschil der bekkens in onderscheidene volkstammen. J. van der Hey, Amsterdam 1826 (archive.org)
- Ueber die Weise, wie die Oeffnung in dem Schädel, nach der Trepanation, oder anderem Knochenverlust, ausgefüllt wird. Müller, Amsterdam 1837 (archive.org)
- Schreiben an Dr. M. J. Weber, über dessen Lehre von dem Ur- und Racen-Formen der Schädel und Becken des Menschen. Amsterdam 1830 (Digitalisat)
- Hoe men zich de doormetingen aan het vrouwelijke bekken bij den mensch behoort voor te stellen. Sulpke, Amsterdam 1851 (archive.org)